# The Number of the Beast (pjesma)
"The Number of the Beast" pjesma je engleskog heavy metal sastava Iron Maiden. Pjesma je sedmi singl sastava i drugi singl s istoimenog studijskog albuma iz 1982. godine. Ponovno je objavljena 2005., i prije toga, 1990., u The First Ten Years CD setu i 12" vinyl, u kojem je kombinirana s prijašnjim singlom, "Run to the Hills". Jedna je od najpoznatijih pjesama sastava.

## Zasluge
Iron Maiden
- Bruce Dickinson – glavni vokali
- Dave Murray – gitara
- Adrian Smith – gitara
- Steve Harris –bas gitara
- Clive Burr – bubnjevi

Ostalo osoblje
- Martin Birch – producent, inženjer zvuka
- Derek Riggs – omot singla